# Convocazioni alla FIFA Futsal World Cup 2008
Lista dei convocati alla FIFA Futsal World Cup 2008.

## Gruppo A

### Brasile
Allenatore: Paulo Oliveira
| N. | Pos. | Giocatore    | Data nascita (età) | Pres. | Squadra            |
| -- | ---- | ------------ | ------------------ | ----- | ------------------ |
| 1  | P    | Rogério      | 20 settembre 1973  |       | JEC/Krona/DalPonte |
| 2  | P    | Tiago        | 9 marzo 1981       |       | Malwee Futsal      |
| 3  | P    | Franklin     | 18 maggio 1981     |       | Malwee Futsal      |
| 4  | C    | Ari          | 6 marzo 1982       |       | Malwee Futsal      |
| 5  | D    | Ciço         | 16 ottobre 1981    |       | ElPozo Murcia      |
| 6  | C    | Gabriel Dias | 17 novembre 1980   |       | Inter              |
| 7  | C    | Vinícius     | 31 dicembre 1977   |       | ElPozo Murcia      |
| 8  | D    | Schumacher   | 31 agosto 1975     |       | Inter              |
| 9  | A    | Betão        | 2 settembre 1978   |       | Inter              |
| 10 | A    | Lenísio      | 23 ottobre 1976    |       | Malwee Futsal      |
| 11 | C    | Marquinho    | 7 ottobre 1974     |       | Inter              |
| 12 | C    | Falcão       | 8 giugno 1977      |       | Malwee Futsal      |
| 13 | A    | Wilde        | 14 aprile 1981     |       | ElPozo Murcia      |
| 14 | D    | Carlinhos    | 26 agosto 1981     |       | Santiago           |

### Cuba
Allenatore: Elddys Valdes
| N. | Pos. | Giocatore          | Data nascita (età) | Pres. | Squadra             |
| -- | ---- | ------------------ | ------------------ | ----- | ------------------- |
| 1  | P    | Wilfredo Carbó     | 1º dicembre 1969   |       | Ciudad de La Habana |
| 2  | A    | Jhonnet Martínez   | 3 luglio 1982      |       | Ciudad de La Habana |
| 3  | C    | Yoandy Guevara     | 2 maggio 1978      |       | Matanzas            |
| 4  | C    | Yulier Olivera     | 2 aprile 1981      |       | Sancti Spíritus     |
| 5  | D    | Eduardo Morales    | 5 marzo 1981       |       | Matanzas            |
| 6  | P    | Carlos Madrigal    | 21 ottobre 1981    |       | Sancti Spíritus     |
| 7  | C    | Yampier Rodríguez  | 18 maggio 1977     |       | Pinar del Río       |
| 8  | A    | Yosniel Mesa       | 11 maggio 1981     |       | Cienfuegos          |
| 9  | D    | Fernando Chapman   | 16 marzo 1980      |       | Holguín             |
| 10 | D    | Isven Román        | 3 settembre 1983   |       | Ciudad de La Habana |
| 11 | A    | Boris Sanamé       | 2 giugno 1974      |       | Ciudad de La Habana |
| 12 | P    | Francis López      | 4 ottobre 1976     |       | Ciudad de La Habana |
| 13 | C    | Luis Enrique Dumas | 2 aprile 1973      |       | Pinar del Río       |
| 14 | C    | Raudel Rodríguez   | 21 febbraio 1980   |       | Pinar del Río       |

### Giappone
Allenatore:  Sergio Sapo
| N. | Pos. | Giocatore          | Data nascita (età) | Pres. | Squadra           |
| -- | ---- | ------------------ | ------------------ | ----- | ----------------- |
| 1  | P    | Hisamitsu Kawahara | 24 novembre 1978   |       | Bardral Urayasu   |
| 2  | D    | Yoshifumi Maeda    | 25 aprile 1977     |       | Nagoya Oceans     |
| 3  | D    | Wataru Kitahara    | 2 agosto 1982      |       | Nagoya Oceans     |
| 4  | D    | Yusuke Komiyama    | 22 dicembre 1979   |       | Bardral Urayasu   |
| 5  | C    | Rikarudo Higa      | 4 maggio 1973      |       | Deução Kobe       |
| 6  | C    | Nobuya Osodo       | 28 giugno 1983     |       | Vasagey Oita      |
| 7  | C    | Yuki Kanayama      | 2 settembre 1977   |       | Pescadola Machida |
| 8  | C    | Kenta Fujii        | 3 agosto 1976      |       | Bardral Urayasu   |
| 9  | A    | Daisuke Ono        | 25 gennaio 1980    |       | Bardral Urayasu   |
| 10 | A    | Kenichiro Kogure   | 11 novembre 1979   |       | Guadalajara       |
| 11 | A    | Kotaro Inaba       | 22 dicembre 1982   |       | Bardral Urayasu   |
| 12 | P    | Hisao Sasanaga     | 17 gennaio 1977    |       | Nagoya Oceans     |
| 13 | A    | Yusuke Inada       | 2 agosto 1977      |       | Bardral Urayasu   |
| 14 | P    | Keisuke Aoyagi     | 22 gennaio 1986    |       | Vasagey Oita      |

### Russia
Allenatore: Oleg Ivanov
| N. | Pos. | Giocatore             | Data nascita (età)         | Pres. | Squadra          |
| -- | ---- | --------------------- | -------------------------- | ----- | ---------------- |
| 1  | P    | Pavel Stepanov        | 4 ottobre 1974 (33 anni)   |       | Dinamo Mosca     |
| 2  | A    | Vladislav Šajachmetov | 25 agosto 1981 (27 anni)   |       | Dinamo Mosca     |
| 3  | C    | Nikolaj Pereverzev    | 15 dicembre 1986 (21 anni) |       | Tjumen'          |
| 4  | C    | Dmitrij Prudnikov     | 6 gennaio 1988 (20 anni)   |       | Sinara           |
| 5  | D    | Pavel Kobzar′         | 23 marzo 1980 (28 anni)    |       | Dinamo Mosca     |
| 6  | P    | Leonid Klimovskij     | 22 marzo 1983 (25 anni)    |       | TTG Jugra        |
| 7  | C    | Pula                  | 2 dicembre 1980 (27 anni)  |       | Dinamo Mosca     |
| 8  | A    | Marat Azizov          | 20 dicembre 1985 (22 anni) |       | CSKA Mosca       |
| 9  | D    | Konstantin Duškevič   | 20 luglio 1981 (27 anni)   |       | Spartak Ščëlkovo |
| 10 | D    | Konstantin Maevskij   | 5 ottobre 1979 (28 anni)   |       | Dinamo Mosca     |
| 11 | A    | Cirilo                | 20 gennaio 1980 (28 anni)  |       | Dinamo Mosca     |
| 12 | P    | Sergej Zuev           | 20 febbraio 1980 (28 anni) |       | Sinara           |
| 13 | C    | Konstantin Agapov     | 18 ottobre 1986 (21 anni)  |       | Sinara           |
| 14 | C    | Damir Chamadiev       | 30 luglio 1981 (27 anni)   |       | Sinara           |

### Isole Salomone
Allenatore: Victor Waiia
| N. | Pos. | Giocatore        | Data nascita (età) | Pres. | Squadra   |
| -- | ---- | ---------------- | ------------------ | ----- | --------- |
| 1  | P    | Junior Kogua     | 28 aprile 1990     |       | Brisocana |
| 2  | D    | Philip Houtarau  | 9 novembre 1986    |       | Brisocana |
| 3  | C    | Elliot Ragomo    | 28 maggio 1990     |       | Brisocana |
| 4  | C    | Jenan Kapu       | 22 febbraio 1991   |       | Brisocana |
| 5  | C    | Lenson Bisili    | 19 maggio 1990     |       | Marist    |
| 6  | D    | Moffat Sikwaae   | 30 giugno 1990     |       | Makuru    |
| 7  | D    | James Egeta      | 10 agosto 1990     |       | Marist    |
| 8  | C    | Francis Lafai    | 21 ottobre 1990    |       | Koloale   |
| 9  | A    | Micah Lea'alafa  | 1º giugno 1991     |       | Kossa     |
| 10 | A    | Samuel Osifelo   | 15 marzo 1991      |       | Kossa     |
| 11 | A    | Ron Ginio        | 24 febbraio 1990   |       | Kossa     |
| 12 | C    | Jack Wetney      | 4 marzo 1990       |       | Kossa     |
| 13 | A    | Stanley Puairana | 24 agosto 1990     |       | Brisocana |
| 14 | P    | Alick Lioka      | 2 febbraio 1989    |       | Brisocana |

## Gruppo B

### Italia
Allenatore: Alessandro Nuccorini
| N. | Pos. | Giocatore                       | Data nascita (età) | Pres. | Squadra          |
| -- | ---- | ------------------------------- | ------------------ | ----- | ---------------- |
| 1  | P    | Alexandre Feller                | 28 settembre 1971  |       | Arzignano        |
| 2  | D    | Fernando Grana                  | 26 agosto 1979     |       | Lazio Colleferro |
| 3  | D    | Anderson Vasconcelos Pellegrini | 16 dicembre 1975   |       | Luparense        |
| 4  | C    | Jocimar Jubanski                | 7 luglio 1977      |       | Luparense        |
| 5  | A    | Clayton Baptistella             | 7 dicembre 1983    |       | Arzignano        |
| 6  | C    | Edgar Bertoni                   | 24 luglio 1981     |       | Napoli           |
| 7  | C    | Márcio Forte                    | 23 aprile 1977     |       | Montesilvano     |
| 8  | C    | Saad Assis                      | 26 ottobre 1979    |       | Barcellona       |
| 9  | D    | Fabiano Assad                   | 5 gennaio 1980     |       | Manacor          |
| 10 | A    | Adriano Foglia                  | 25 aprile 1981     |       | Montesilvano     |
| 11 | A    | Eduardo Morgado                 | 19 giugno 1981     |       | Montesilvano     |
| 12 | P    | Caio Farinha                    | 28 maggio 1973     |       | ElPozo Murcia    |
| 13 | A    | Sandro Zanetti                  | 20 gennaio 1976    |       | Napoli           |
| 14 | D    | Patrick Nora                    | 16 maggio 1979     |       | Luparense        |

### Paraguay
Allenatore: Rubén Subeldía
| N. | Pos. | Giocatore           | Data nascita (età) | Pres. | Squadra         |
| -- | ---- | ------------------- | ------------------ | ----- | --------------- |
| 1  | P    | Mario Gazolli       | 26 ottobre 1986    |       | Napoli Barrese  |
| 2  | C    | Óscar Jara          | 30 gennaio 1981    |       | U.A.A.          |
| 3  | A    | Fabio Alcaraz       | 7 gennaio 1982     |       | Napoli Barrese  |
| 4  | A    | Rodolfo Román       | 27 giugno 1987     |       | Coronel Escurra |
| 5  | A    | Carlos Chilavert    | 5 agosto 1976      |       | Napoli Barrese  |
| 6  | A    | José Luis Santander | 10 aprile 1981     |       | U.A.A.          |
| 7  | C    | Óscar Velázquez     | 26 maggio 1984     |       | Pescara         |
| 8  | A    | José Rotella        | 22 giugno 1983     |       | Brillante Roma  |
| 9  | A    | Robson Fernández    | 9 febbraio 1973    |       | Palmeiras       |
| 10 | C    | Walter Villalba     | 22 ottobre 1977    |       | Atletico Teramo |
| 11 | C    | Horacio Osorio      | 26 gennaio 1984    |       | U.A.A.          |
| 12 | P    | Carlos Espínola     | 6 aprile 1981      |       | U.A.A.          |
| 13 | P    | Pedro Ortíz         | 5 marzo 1983       |       | Coronel Escurra |
| 14 | C    | René Villalba       | 8 luglio 1981      |       | Luparense       |

### Portogallo
Allenatore: Orlando Duarte
| N. | Pos. | Giocatore         | Data nascita (età) | Pres. | Squadra          |
| -- | ---- | ----------------- | ------------------ | ----- | ---------------- |
| 1  | P    | João Benedito     | 7 ottobre 1978     |       | Sporting Lisbona |
| 2  | C    | Ricardinho        | 3 settembre 1985   |       | Benfica          |
| 3  | C    | Marinho           | 30 marzo 1985      |       | Jorge Antunes    |
| 4  | C    | Pedro Costa       | 18 dicembre 1978   |       | Benfica          |
| 5  | D    | Bibi              | 28 maggio 1980     |       | Sporting Lisbona |
| 6  | C    | Pedro Cary        | 10 maggio 1984     |       | Belenenses       |
| 7  | A    | Fernando Cardinal | 26 giugno 1985     |       | Freixieiro       |
| 8  | C    | Israel Alves      | 31 gennaio 1977    |       | Burela           |
| 9  | D    | Gonçalo Alves     | 1º luglio 1977     |       | Benfica          |
| 10 | C    | Arnaldo Pereira   | 16 giugno 1979     |       | Benfica          |
| 11 | A    | Fernando Leitão   | 3 gennaio 1981     |       | Santiago         |
| 12 | P    | Bebé              | 19 maggio 1983     |       | Benfica          |
| 13 | C    | Jardel            | 9 novembre 1979    |       | Belenenses       |
| 14 | P    | Cristiano         | 20 agosto 1979     |       | Sporting Lisbona |

### Thailandia
Allenatore:  Jose María Pazos
| N. | Pos. | Giocatore                 | Data nascita (età) | Pres. | Squadra         |
| -- | ---- | ------------------------- | ------------------ | ----- | --------------- |
| 1  | P    | Somkid Chuenta            | 5 ottobre 1978     |       | Aqtobe BTO      |
| 2  | P    | Parinya Pandee            | 4 aprile 1984      |       | TOT             |
| 3  | D    | Nuttapon Suttiroj         | 27 gennaio 1983    |       | Chonburi        |
| 4  | D    | Panuwat Janta             | 14 febbraio 1979   |       | Chonburi        |
| 5  | A    | Lertchai Issarasuwipakorn | 2 novembre 1982    |       | Chonburi        |
| 6  | C    | Panomkorn Saisorn         | 31 dicembre 1981   |       | TOT             |
| 7  | C    | Anucha Munjarern          | 19 ottobre 1979    |       | CAT Telecom     |
| 8  | D    | Tanakorn Santanaprasit    | 11 giugno 1979     |       | Royal Thai Navy |
| 9  | C    | Prasert Innui             | 31 luglio 1978     |       | Chonburi        |
| 10 | A    | Ekkapong Suratsawang      | 27 giugno 1986     |       | Chonburi        |
| 11 | A    | Ekkapan Suratsawang       | 27 giugno 1986     |       | Chonburi        |
| 12 | P    | Surapong Tompa            | 25 novembre 1978   |       | Royal Thai Navy |
| 13 | D    | Sermphan Khumthinkaew     | 1º ottobre 1981    |       | TOT             |
| 14 | D    | Narongsak Khongkaew       | 17 gennaio 1979    |       | CAT Telecom     |

### Stati Uniti
Allenatore: Keith Tozer
| N. | Pos. | Giocatore       | Data nascita (età) | Pres. | Squadra               |
| -- | ---- | --------------- | ------------------ | ----- | --------------------- |
| 1  | P    | Nick Vorberg    | 10 febbraio 1975   |       | Milwaukee Wave        |
| 2  | D    | Joe Hammes      | 9 maggio 1979      |       | Milwaukee Wave        |
| 3  | A    | Mike Apple      | 22 giugno 1977     |       | Detroit Ignition      |
| 4  | A    | Jamar Beasley   | 11 ottobre 1979    |       | Detroit Ignition      |
| 5  | C    | Denison Cabral  | 26 gennaio 1974    |       | Baltimore Blast       |
| 6  | C    | Andy Rosenband  | 27 aprile 1981     |       | Chicago Storm         |
| 7  | C    | Ptah Myers      | 25 maggio 1982     |       | Philadelphia KiXX     |
| 8  | A    | Carlos Farias   | 15 maggio 1976     |       | Chicago Storm         |
| 9  | A    | Andrew Jacobson | 25 settembre 1985  |       | nessun club affiliato |
| 10 | C    | Sandre Naumoski | 3 luglio 1979      |       | Philadelphia KiXX     |
| 11 | C    | Matthew Stewart | 17 settembre 1976  |       | Chicago Storm         |
| 12 | P    | Jeff Richey     | 6 febbraio 1977    |       | Chicago Storm         |
| 13 | D    | Pat Morris      | 6 giugno 1981      |       | Philadelphia KiXX     |
| 14 | A    | Brett Wiesner   | 12 maggio 1983     |       | Milwaukee Wave        |

## Gruppo C

### Argentina
Allenatore: Fabián López
| N. | Pos. | Giocatore          | Data nascita (età) | Pres. | Squadra            |
| -- | ---- | ------------------ | ------------------ | ----- | ------------------ |
| 1  | P    | Javier Guisande    | 15 dicembre 1975   |       | Boca Juniors       |
| 2  | D    | Leandro Planas     | 28 novembre 1975   |       | Montesilvano       |
| 3  | D    | Sebastián Corazza  | 3 agosto 1981      |       | Napoli Vesevo      |
| 4  | D    | Diego Giustozzi    | 1º agosto 1978     |       | Segovia            |
| 5  | D    | Carlos Sánchez     | 31 gennaio 1975    |       | Napoli             |
| 6  | A    | Fernando Wilhelm   | 5 aprile 1982      |       | Arzignano          |
| 7  | C    | Maximiliano Rescia | 29 ottobre 1987    |       | Pinocho            |
| 8  | C    | Hernán Garcias     | 2 giugno 1978      |       | Montesilvano       |
| 9  | C    | Matías Lucuix      | 20 novembre 1985   |       | Segovia            |
| 10 | C    | Marcelo Giménez    | 29 gennaio 1977    |       | Napoli             |
| 11 | A    | Esteban González   | 13 maggio 1977     |       | Newbery            |
| 12 | P    | Santiago Elías     | 2 febbraio 1983    |       | Pinocho            |
| 13 | A    | Cristian Borruto   | 7 maggio 1987      |       | Independiente      |
| 14 | A    | Martín Amas        | 25 ottobre 1984    |       | Ferro Carril Oeste |

### Cina
Allenatore:  Farinha
| N. | Pos. | Giocatore     | Data nascita (età) | Pres. | Squadra                     |
| -- | ---- | ------------- | ------------------ | ----- | --------------------------- |
| 1  | P    | Zheng Tao     | 15 aprile 1982     |       | Wuhan Dilong                |
| 2  | D    | Liang Shuang  | 8 novembre 1983    |       | Wuhan Dilong                |
| 3  | D    | Wang Wei      | 19 ottobre 1983    |       | Wuhan Dilong                |
| 4  | D    | Huang He      | 23 gennaio 1988    |       | UESTC                       |
| 5  | D    | Li Jian       | 9 febbraio 1982    |       | Shanghai Xufang             |
| 6  | A    | Zhang Xi      | 22 gennaio 1983    |       | Wuhan Dilong                |
| 7  | C    | Zhang Jiong   | 2 dicembre 1985    |       | Shanghai Xufang             |
| 8  | C    | Liu Xinyi     | 27 maggio 1985     |       | UESTC                       |
| 9  | C    | Zhang Xiao    | 20 agosto 1985     |       | Beijing Univ. of Technology |
| 10 | C    | Wu Zhuoxi     | 18 gennaio 1983    |       | Petrojet                    |
| 11 | A    | Chen Fangjing | 6 gennaio 1986     |       | Shanghai Xufang             |
| 12 | P    | Li Xin        | 9 aprile 1983      |       | Wuhan Dilong                |
| 13 | A    | Hu Jie        | 13 marzo 1987      |       | Wuhan Dilong                |
| 14 | A    | Tian Lei      | 25 marzo 1986      |       | Beijing Univ. of Technology |

### Egitto
Allenatore: Moafak El-Sayed
| N. | Pos. | Giocatore           | Data nascita (età) | Pres. | Squadra          |
| -- | ---- | ------------------- | ------------------ | ----- | ---------------- |
| 1  | P    | Hema                | 28 maggio 1975     |       | El-Shams         |
| 2  | D    | Ahmed El-Agouz      | 21 maggio 1978     |       | El-Shams         |
| 3  | D    | Mohamed Roshdy      | 30 luglio 1978     |       | El-Shams         |
| 4  | A    | Adel Fathy          | 4 febbraio 1976    |       | Egypt Telecom    |
| 5  | D    | Ibrahim Bougy       | 18 marzo 1987      |       | El-Shams         |
| 6  | A    | Abou El Komsan      | 17 gennaio 1976    |       | Al-Rayyan        |
| 7  | D    | Ahmed Abou Serie    | 30 ottobre 1979    |       | Mit Oqba         |
| 8  | C    | Mizo                | 15 ottobre 1985    |       | El-Shams         |
| 9  | A    | Sameh Saleh         | 19 agosto 1980     |       | El Maqassa       |
| 10 | C    | Abdel Hakim Mohamed | 19 aprile 1978     |       | El-Shorta        |
| 11 | A    | Ramadan Samasry     | 11 luglio 1982     |       | El-Shams         |
| 12 | P    | Mohamed Sayed       | 16 dicembre 1976   |       | El-Shorta        |
| 13 | C    | Amr El-Malah        | 12 febbraio 1976   |       | El-Shams         |
| 14 | A    | Ahmed Hussein       | 1º febbraio 1984   |       | Arab Contractors |

### Guatemala
Allenatore: Carlos Estrada
| N. | Pos. | Giocatore        | Data nascita (età) | Pres. | Squadra       |
| -- | ---- | ---------------- | ------------------ | ----- | ------------- |
| 1  | P    | Carlos Mérida    | 27 marzo 1978      |       | Maya de Oro   |
| 2  | P    | Rafael Ortiz     | 1º settembre 1984  |       | Forza Juvenil |
| 3  | A    | Marlon Noj       | 13 ottobre 1976    |       | Glucosoral    |
| 4  | D    | José González    | 10 dicembre 1986   |       | Glucosoral    |
| 5  | A    | Manuel Aristondo | 26 febbraio 1982   |       | Glucosoral    |
| 6  | A    | Daniel Tejada    | 22 novembre 1986   |       | Maya de Oro   |
| 7  | A    | Jannick Ramírez  | 16 maggio 1987     |       | Maya de Oro   |
| 8  | A    | Reinaldo Rosales | 20 giugno 1977     |       | Glucosoral    |
| 9  | A    | Carlos Estrada   | 11 dicembre 1982   |       | Glucosoral    |
| 10 | C    | Erick Acevedo    | 20 settembre 1980  |       | Glucosoral    |
| 11 | A    | Luis Castro      | 27 dicembre 1984   |       | Maya de Oro   |
| 12 | P    | William Ramírez  | 2 febbraio 1980    |       | Glucosoral    |
| 13 | D    | Estuardo de León | 6 luglio 1977      |       | Glucosoral    |
| 14 | D    | Oliver López     | 2 febbraio 1979    |       | Glucosoral    |

### Ucraina
Allenatore: Gennadiy Lisenchuk
| N. | Pos. | Giocatore         | Data nascita (età) | Pres. | Squadra             |
| -- | ---- | ----------------- | ------------------ | ----- | ------------------- |
| 1  | P    | Vladyslav Lysenko | 13 agosto 1979     |       | Planeta-Most Kyiv   |
| 2  | D    | Mykhaylo Romanov  | 21 luglio 1983     |       | Kontingent Zhytomyr |
| 3  | D    | Roman Vakhula     | 13 luglio 1985     |       | TVD Leopoli         |
| 4  | A    | Dmytro Ivanov     | 15 dicembre 1985   |       | Mytišči             |
| 5  | D    | Yevgen Rogachov   | 30 agosto 1983     |       | TVD Leopoli         |
| 6  | A    | Ildar Makayev     | 18 agosto 1982     |       | Tajm Leopoli        |
| 7  | A    | Serhij Čepornjuk  | 18 aprile 1982     |       | Tajm Leopoli        |
| 8  | D    | Oleksandr Khursov | 1º giugno 1981     |       | Enakievets          |
| 9  | A    | Valerij Zamjatin  | 5 gennaio 1979     |       | Enakievets          |
| 10 | A    | Valeriy Legchanov | 13 febbraio 1980   |       | Enerhija Leopoli    |
| 11 | A    | Dmytro Silchenko  | 7 ottobre 1982     |       | TVD Leopoli         |
| 12 | P    | Jevhen Ivanjak    | 28 settembre 1982  |       | Tajm Leopoli        |
| 13 | D    | Fedir Pylypiv     | 8 febbraio 1978    |       | Uragan              |
| 14 | A    | Serhij Žurba      | 14 marzo 1987      |       | LTK Luhans'k        |

## Gruppo D

### Repubblica Ceca
Allenatore: Tomáš Neumann
| N. | Pos. | Giocatore      | Data nascita (età) | Pres. | Squadra              |
| -- | ---- | -------------- | ------------------ | ----- | -------------------- |
| 1  | P    | Tomáš Meller   | 11 novembre 1975   |       | Era Pack Chrudim     |
| 2  | D    | David Cupák    | 27 maggio 1989     |       | Helas Brno           |
| 3  | D    | Jiří Novotný   | 12 luglio 1988     |       | Eco Investment Praga |
| 4  | A    | David Filinger | 12 gennaio 1978    |       | Benago               |
| 5  | D    | Tomáš Sluka    | 19 maggio 1978     |       | Era Pack Chrudim     |
| 6  | A    | Roman Mareš    | 15 marzo 1975      |       | Era Pack Chrudim     |
| 7  | A    | Martin Dlouhý  | 3 marzo 1975       |       | Eco Investment Praga |
| 8  | A    | Marek Kopecký  | 19 febbraio 1977   |       | Era Pack Chrudim     |
| 9  | D    | David Frič     | 17 febbraio 1983   |       | Eco Investment Praga |
| 10 | A    | Lukáš Rešetár  | 21 marzo 1984      |       | Era Pack Chrudim     |
| 11 | D    | Michal Mareš   | 28 aprile 1976     |       | Era Pack Chrudim     |
| 12 | P    | Libor Gerčák   | 22 luglio 1975     |       | Nejzbach             |
| 13 | A    | Zdeněk Sláma   | 28 dicembre 1982   |       | Eco Investment Praga |
| 14 | D    | Jan Janovský   | 20 giugno 1985     |       | Jango Katowice       |

### Iran
Allenatore: Hossein Shams
| N. | Pos. | Giocatore               | Data nascita (età) | Pres. | Squadra         |
| -- | ---- | ----------------------- | ------------------ | ----- | --------------- |
| 1  | P    | Asghar Ghahremani       | 6 marzo 1972       |       | Shahre Aftab    |
| 2  | C    | Morteza Azimaei         | 11 settembre 1982  |       | Rah Sari        |
| 3  | A    | Mohammad Taheri         | 2 maggio 1985      |       | Shahid Mansouri |
| 4  | D    | Mohammad Keshavarz      | 5 luglio 1982      |       | Shahid Mansouri |
| 5  | C    | Mohammad Hashemzadeh    | 20 gennaio 1977    |       | Foolad Mahan    |
| 6  | A    | Javad Asghari Moghaddam | 12 agosto 1979     |       | Foolad Mahan    |
| 7  | C    | Ali Hassanzadeh         | 2 novembre 1987    |       | Eram Kish Qom   |
| 8  | C    | Mostafa Tayyebi         | 9 giugno 1987      |       | Elmo Adab       |
| 9  | A    | Vahid Shamsaee          | 21 settembre 1975  |       | Foolad Mahan    |
| 10 | D    | Majid Latifi            | 21 marzo 1981      |       | Eram Kish Qom   |
| 11 | A    | Ebrahim Masoudi         | 16 agosto 1982     |       | Tam Iran Khodro |
| 12 | P    | Mostafa Nazari          | 11 dicembre 1982   |       | Eram Kish Qom   |
| 13 | A    | Masoud Daneshvar        | 30 gennaio 1988    |       | Sadra Shiraz    |
| 14 | P    | Hamidreza Abrarinia     | 29 settembre 1978  |       | Foolad Mahan    |

### Libia
Allenatore:  Mato Stanković
| N. | Pos. | Giocatore            | Data nascita (età) | Pres. | Squadra     |
| -- | ---- | -------------------- | ------------------ | ----- | ----------- |
| 1  | P    | Fatah Masoud         | 24 settembre 1989  |       | nessun club |
| 2  | D    | Yousef Mohammed      | 3 dicembre 1982    |       | nessun club |
| 3  | A    | Abdul-Wahed Mohammed | 30 luglio 1977     |       | nessun club |
| 4  | A    | Nagi El-Tomi         | 23 ottobre 1977    |       | nessun club |
| 5  | C    | Fathi Al-Khoga       | 8 maggio 1984      |       | nessun club |
| 6  | D    | Rabie El-Hoti        | 19 giugno 1985     |       | nessun club |
| 7  | C    | Hamdi Ismail         | 17 gennaio 1984    |       | nessun club |
| 8  | C    | Nabil Omran          | 31 gennaio 1981    |       | nessun club |
| 9  | D    | Mohammed Shahout     | 2 maggio 1982      |       | nessun club |
| 10 | A    | Mohammed Rahoma      | 5 maggio 1984      |       | nessun club |
| 12 | P    | Mohammed Al-Sharif   | 15 marzo 1985      |       | nessun club |
| 13 | P    | Akrem El-Twati       | 23 marzo 1985      |       | nessun club |
| 14 | C    | Mohamed Suleiman     | 27 settembre 1988  |       | nessun club |

### Spagna
Allenatore: Venancio López
| N. | Pos. | Giocatore          | Data nascita (età) | Pres. | Squadra       |
| -- | ---- | ------------------ | ------------------ | ----- | ------------- |
| 1  | P    | Luis Amado         | 4 maggio 1976      |       | Inter         |
| 2  | D    | Carlos Ortiz       | 3 ottobre 1983     |       | Inter         |
| 3  | D    | Javier Eseverri    | 28 agosto 1977     |       | Xota          |
| 4  | D    | Jordi Torrás       | 24 settembre 1980  |       | Inter         |
| 5  | C    | Fernandão          | 16 agosto 1980     |       | Barcellona    |
| 6  | A    | Álvaro Aparicio    | 29 settembre 1977  |       | ElPozo Murcia |
| 7  | A    | Javi Rodríguez     | 26 marzo 1974      |       | Barcellona    |
| 8  | D    | Kike Boned         | 4 maggio 1978      |       | ElPozo Murcia |
| 9  | A    | Andreu Linares     | 24 febbraio 1975   |       | Segovia       |
| 10 | A    | Borja Blanco       | 16 novembre 1984   |       | Inter         |
| 11 | C    | Marcelo            | 11 gennaio 1974    |       | ElPozo Murcia |
| 12 | P    | Juanjo Angosto     | 19 agosto 1985     |       | ElPozo Murcia |
| 13 | P    | Cristian Domínguez | 27 agosto 1982     |       | Barcellona    |
| 14 | A    | Daniel             | 6 luglio 1976      |       | Inter         |

### Uruguay
Allenatore: Gustavo Sánchez
| N. | Pos. | Giocatore          | Data nascita (età) | Pres. | Squadra        |
| -- | ---- | ------------------ | ------------------ | ----- | -------------- |
| 1  | P    | Diego Codina       | 31 gennaio 1980    |       | Nacional       |
| 2  | D    | Pablo Lanza        | 1º agosto 1986     |       | Nacional       |
| 3  | A    | Jorge Rodríguez    | 15 dicembre 1984   |       | Nacional       |
| 4  | A    | Mauro Ruiz         | 14 novembre 1988   |       | Nacional       |
| 5  | A    | Bernardo Rodríguez | 8 agosto 1981      |       | Old Christians |
| 6  | A    | Daniel Laurino     | 14 aprile 1989     |       | ElPozo Murcia  |
| 7  | D    | Jorge Sena         | 15 dicembre 1980   |       | Nacional       |
| 8  | C    | Diego Garrido      | 26 dicembre 1984   |       | Nacional       |
| 9  | D    | Juan Custódio      | 15 novembre 1985   |       | Nacional       |
| 10 | A    | Fabián Hernández   | 27 dicembre 1983   |       | Rio Branco     |
| 11 | D    | Richard Catardo    | 15 dicembre 1988   |       | Peñarol        |
| 12 | P    | Pablo Ferragut     | 21 novembre 1983   |       | Victoria       |
| 13 | D    | Walter Rodríguez   | 24 dicembre 1986   |       | Old Christians |
| 14 | D    | Sebastián Castro   | 22 novembre 1978   |       | Peñarol        |